# なんてったって!!ベースボール
『なんてったって!!ベースボール』は、1990年10月26日にサン電子から発売された、ファミリーコンピュータ用の野球ゲームソフト。

## 概要
基本は当時よくみられたオーソドックスな作りの野球ゲームだが、後述のダブルカセットシステムを採用していたのが最大の特徴。別売りの選手データのみの安価な小ガメカセットを購入して本作に装着することにより、選手データを常に最新のものにして遊べるというのが他のゲームには無かったセールスポイントだった。
登場球団は、当時各野球ゲームでよく見られた実在のプロ野球12球団をモチーフとした12チームと、本作のオリジナル球団が4チームの計16球団。使用球場は当時実在の球場をモチーフにした4球場でプレイ可能。
ファミコンでは後発の野球ゲームだけあってか、対戦などのオーソドックスなモードの他にも、トレーニングモード、守備陣形の変更、ストライク数やコールド点数などのルール変更、デーゲームやナイターの選択、乱闘、ファインプレー、試合の実績により選手の能力アップや収益金でアイテムを買ったり特殊能力を使うこともできるなど非常に多彩。全体的に打高投低のバランスとなっていた。

## ゲーム内容

### モード
- VSモード

オーソドックスな対戦モード。このモードでは16球団全て使用可能。
- ペナントレース

12球団の中から1チームを選んでプレイ。試合数は30、60、90、130から選択可能。優勝すれば日本シリーズへ進み、日本一になると隠しチームのSSチームが出現し勝てばエンディング。
- チームエディット

自分好みのチームを作れる。
- イベント

勝ち抜き戦、ホームラン競争、ウォッチモード。

### ダブルカセットシステム　親ガメ・子ガメカセット
本作の最大の特徴で売りだったのが、親ガメ＆小ガメカセットのダブルカセットシステムであり、元ゲームの基盤となる本作が親ガメカセットとなり、別売りの安価な子ガメカセットを装着することにより、常に選手データを安価で最新にして遊べるというのは当時としては他に類を見ないシステムであった。
メーカー側は、これにより半永久的に最新データで本作を遊べると謳っていたが、実際に発売されたのは「OBオールスター」と「'91開幕版」の2本だけであった。
親ガメカセットの背面に選手データ用の小ガメカセットを差し込むスロットがあり、小ガメカセットはここに装着してプレイする。ちなみに親ガメカセットに子ガメカセットを抜きさしするとセーブデータがクリアされるという注意書きがある。
この親ガメ・子ガメシステムは、当時メーカー側の忌避感が現在より遥かに強かった中古販売への対策という見方もある。

## スタッフ
- 音楽：小高直樹
- キャラクターデザイン：岩田義明
- ゲームデザイン：岩田義明
- アートデザイン：岩田義明
- サウンド：諸田直久
- コード：さだけんじ

## 評価
ゲーム誌『ファミコン通信』の「クロスレビュー」では合計21点（満40点）、『ファミリーコンピュータMagazine』の読者投票による「ゲーム通信簿」での評価は以下の通りとなっており、18.32点（満30点）となっている。同誌1991年5月10日号特別付録の「ファミコンロムカセット オールカタログ」では、「従来の12球団に加え、パロディ2球団、自分で作るオリジナル1球団の15球団。球場4つ、応援歌ありと内容充実」と紹介されている。
| 項目 | キャラクタ | 音楽 | 操作性 | 熱中度 | お買得度 | オリジナリティ | 総合  |
| 得点 | 3.19       | 3.06 | 3.04   | 3.02   | 2.95     | 3.06           | 18.32 |